# Stefan Szuman

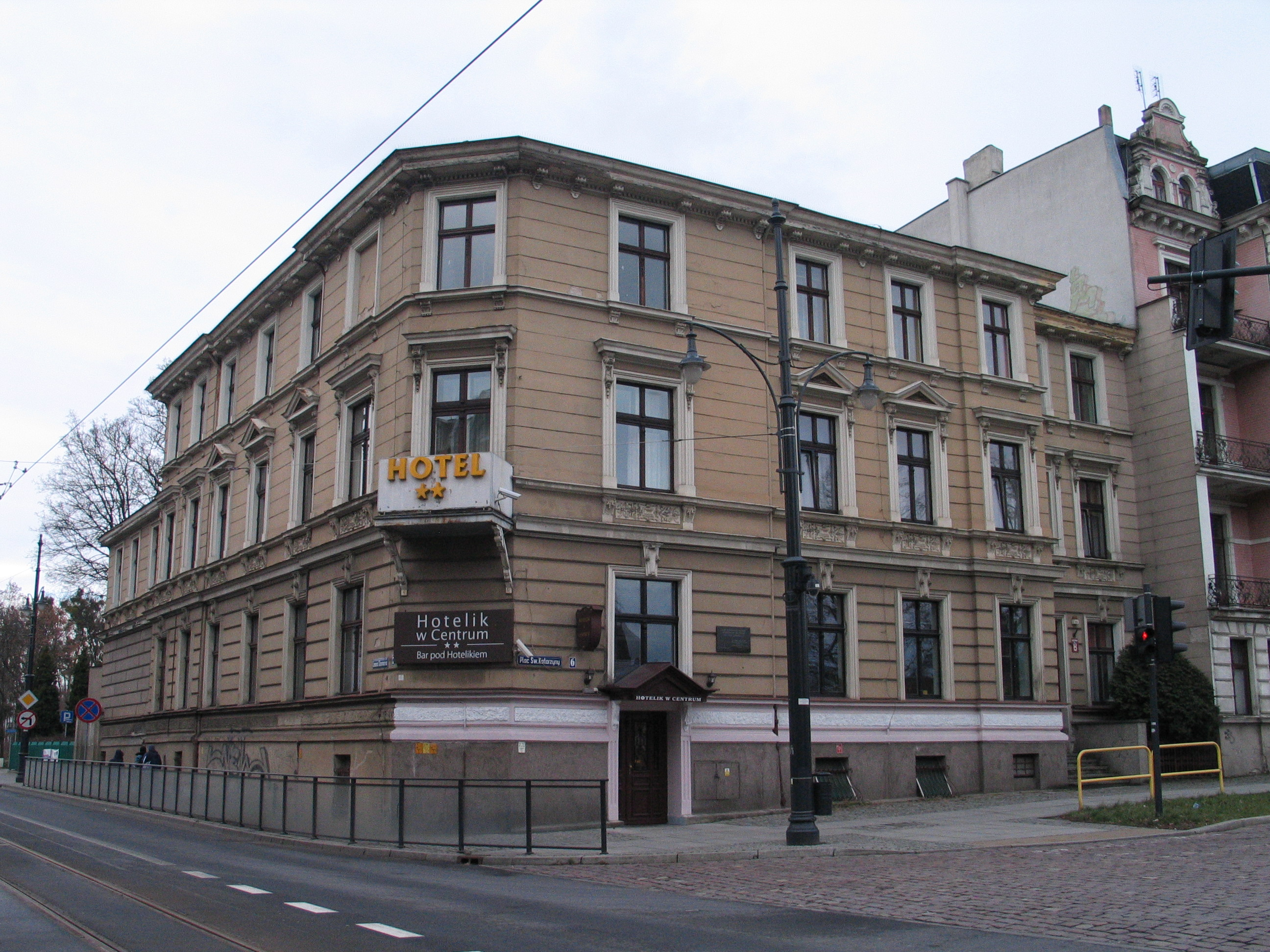
Dom rodzinny Stefana Szumana w Toruniu

Stefan Szuman (ur. 2 stycznia 1889 w Toruniu, zm. 16 maja 1972 w Warszawie) – polski pedagog, psycholog i lekarz. 

## Życiorys

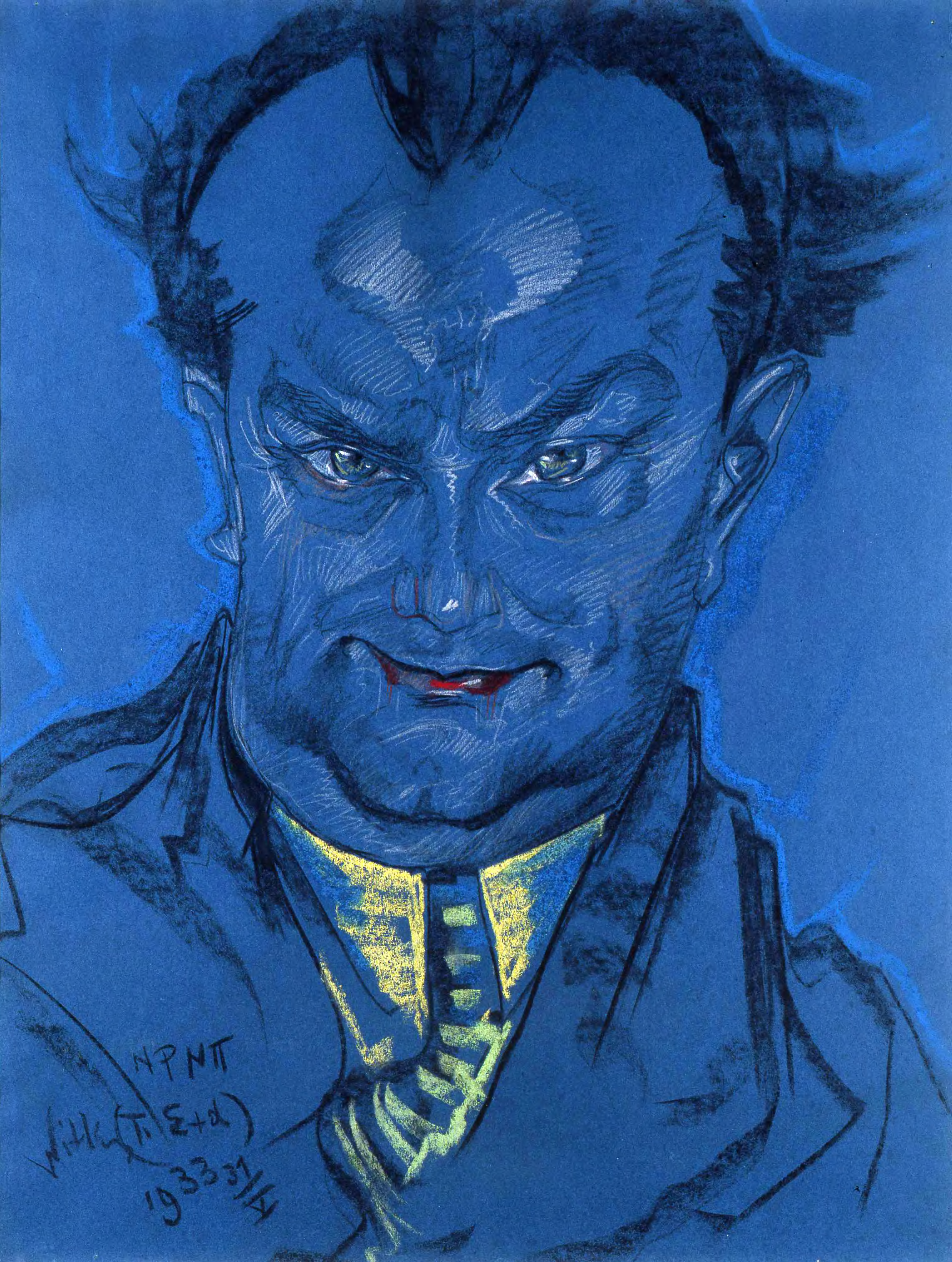
Portret Stefana Szumana autorstwa Witkacego, 31 maja 1933

Mieszkał z ojcem Leonem, który posiadał własną klinikę, i sześciorgiem rodzeństwa (w tym z Henrykiem Antonim i Wandą). Matka Eugenia z domu Gumpert zmarła młodo. W rok po śmierci matki ojciec poślubił jej siostrę.
Szuman jako dziecko bardzo lubił przebywać z macochą, słuchając jak gra na fortepianie. Sam nauczył się grać na tym instrumencie jak i na skrzypcach. Wykazywał uzdolnienia nie tylko muzyczne, ale także plastyczne, zajmował się głównie malarstwem i grafiką. Uczęszczał do pruskiego gimnazjum w Toruniu, w którym to poza muzyką, plastyką, przyrodą i językiem francuskim nie odnosił większych sukcesów. Po szkole, aby zadowolić ojca rozpoczął studia medyczne we Wrocławiu. Stamtąd przeniósł się do Monachium, a następnie do Włoch. W 1913 ukończył studia i rozpoczął praktykę w Monachijskim Instytucie Patologicznym.
W czasie I wojny światowej został wcielony do niemieckiego wojska, w którym służył jako lekarz polowy. W 1917, w bitwie pod Cambrai został ciężko ranny. 
Wiosną 1919 udało mu się przedostać do wojsk powstania wielkopolskiego i brał w nim udział jako lekarz połowy. Za swoje zasługi w ratowaniu rannych otrzymał w 1920 Krzyż Walecznych. 
Po śmierci ojca (1920), Szuman nie objął po nim kliniki, twierdząc, że w wykonywaniu zawodu chirurga przeszkadza mu brak palca, który mu amputowano (amputacji poddał się, ponieważ w trakcie jednej z licznych operacji, jakie przeprowadzał, wbiła mu się w palec zakażona kość pacjenta, w wyniku czego wdała się gangrena). Zamiast tego rozpoczął studia z zakresu filozofii i estetyki na Uniwersytecie Poznańskim oraz studia plastyczne w Szkole Sztuk Zdobniczych; porzucił je jednak na rzecz studiów psychologicznych. Jednocześnie podjął pracę jako lekarz szkolny oraz jako wizytator higieny i wychowania fizycznego w Kuratorium Poznańskim.
Studia psychologiczne Szuman zakończył w 1927 roku obroną pracy doktorskiej Sztuka dziecka. Psychologia twórczości rysunkowej dziecka.
Po uzyskaniu habilitacji udał się w podróż naukową do Niemiec na Międzynarodowy Kongres Psychologiczny i Szwajcarii, gdzie został słuchaczem w Instytucie J.J. Rousseau.
W roku 1928 powołał Katedrę Psychologii Wychowawczej na Uniwersytecie Jagiellońskim. W 1934 otrzymał tytuł profesora zwyczajnego, a w 1939 został członkiem Polskiej Akademii Umiejętności. W tym samym roku podczas okupacji niemieckiej zorganizował w Chrzanowie punkt opatrunkowy. Następnie wstąpił w szeregi Armii Krajowej, gdzie w batalionie „Skała” działał jako lekarz, znany jako doktor Flis. Za swoje zasługi otrzymał w 1961 Krzyż Partyzancki. 
Po wojnie Stefan Szuman powrócił na Uniwersytet Jagielloński, dodatkowo rozpoczął zajęcia w Wyższej Szkole Pedagogicznej w Krakowie, gdzie objął stanowisko rektora. Był także członkiem Związku Nauczycielstwa Polskiego, Komitetu Nauk Psychologicznych PAN, a także Polskich Towarzystw Naukowych, psychologicznym, filozoficznym i psychiatrycznym.
Zmarł w 1972 w Warszawie, pochowany został na cmentarzu w Wilanowie.

## Ordery i odznaczenia
- Krzyż Oficerski Orderu Odrodzenia Polski (28 września 1954)[3]
- Krzyż Walecznych (1920)
- Krzyż Partyzancki (1961)
- Medal 10-lecia Polski Ludowej (15 stycznia 1955)[4]
- Medal Komisji Edukacji Narodowej (1967)
- Odznaka tytułu honorowego „Zasłużony Nauczyciel PRL” (1965)[2]

## Publikacje
Jest autorem ponad 150 publikacji, w tym:
- Strach i odwaga (1924)
- Badania nad rozwojem chodu dziecka (1925)
- Rysunki schematyczne dzieci upośledzonych umysłowo (1925)
- Psychologia twórczości artystycznej ludu. Kilimkarstwo (1925)
- O psychicznych czynnikach zachowania się w rozwoju dziecka (1927)
- Obserwacje dotyczące tzw. synkretycznego spostrzegania u dziecka (1927)
- O testach ruchowych i możliwości zastosowania ich do wychowania fizycznego (1927)
- Analiza formalna i psychologiczna widzeń meskalinowych (1930)

## Życie prywatne

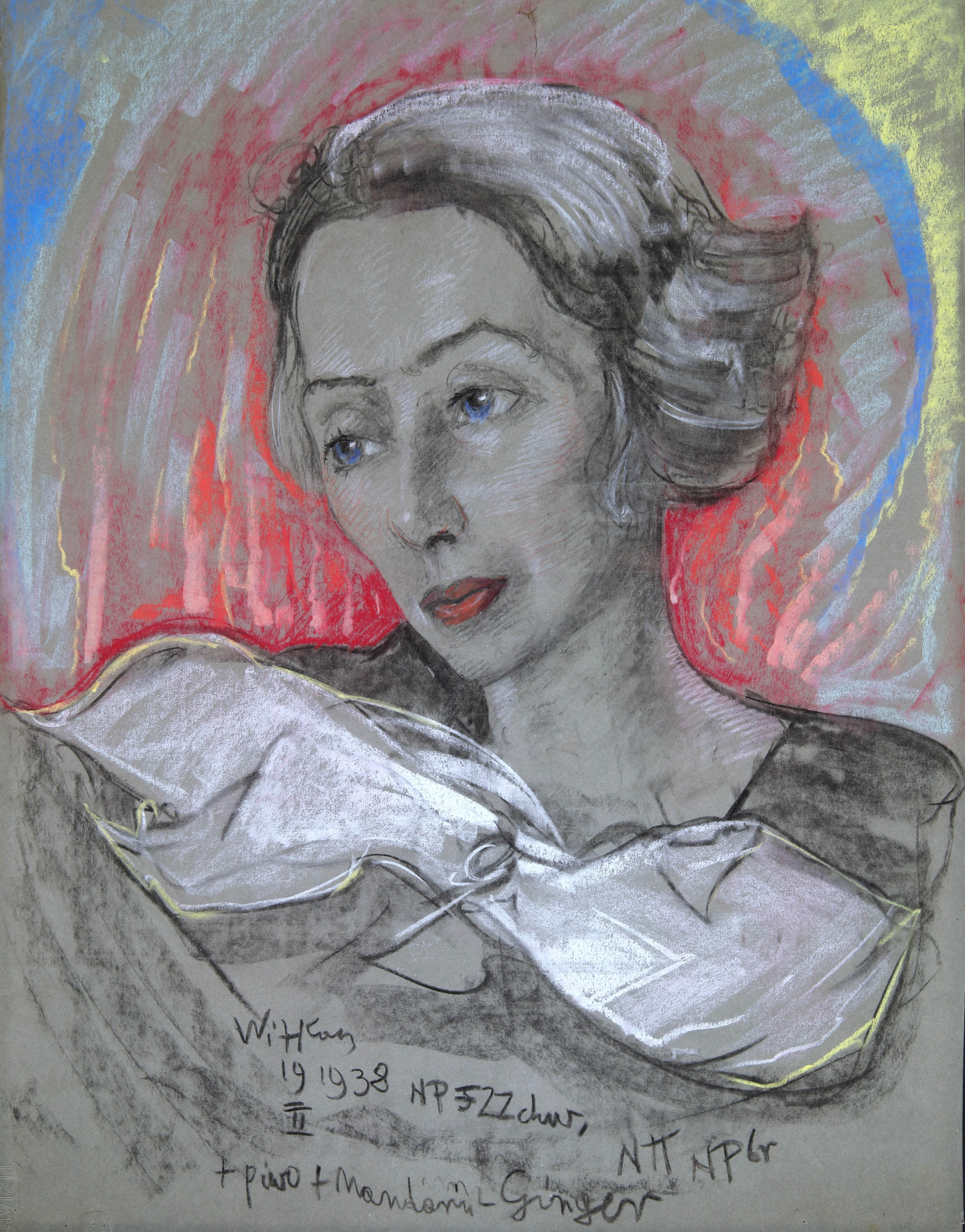
S. I. Witkiewicz (Witkacy), Portret Zofii ze Szczepanowskich Szumanowej, 19 lutego 1938

Od 1922 jego żoną była Zofia Szumanowa ze Szczepanowskich, córka Stanisława Szczepanowskiego i siostra artystek Eleonory Plutyńskiej i Wandy Szczepanowskiej. 
Zofia Szumanowa była najbliższą współpracowniczką Stefana Szumana, spisującą jego myśli i bieżące obserwacje. Mieli córkę Grażynę po mężu Czyżewicz i syna Krzysztofa (zmarł w trzecim roku życia).